# Bacteriolisina
La bacteriolisina es un tipo de anticuerpo que destruye virus y Bacterias. Se encuentra dentro de los diferentes tipos de anticuerpos, los cuales se denominan según su acción. Es un antibiótico que provoca la lisis de un tipo especial de bacterias.